# Campeonato Panamericano Junior de Hockey Sobre Césped
El Campeonato Panamericano Junior es una competición internacional de hockey sobre césped para los seleccionados masculino y femenino de jugadores menores de 21 años (sub-21) organizado por la Federación Panamericana de Hockey (PAHF). 
El torneo masculino comenzó en el año 1978 y diez años después, en el año 1988, el torneo femenino. 
Ambos torneos sirven como clasificatorio para los Campeonatos mundiales juniors de esta categoría tanto masculino como femenino, a raíz de los resultados obtenidos. 
Argentina ha dominado históricamente. La Selección masculina de hockey sobre césped de Argentina se ha consagrado campeona en todos los torneos organizados menos en 2021, mientras que la Selección femenina de hockey sobre césped de Argentina no ha podido ganar solo tres de un total de once ediciones, consagrándose campeona en las ocho ediciones restantes.

## Torneo masculino

### Ediciones
| Año           | Sede             | Campeón   | Segundo   | Tercero        | Cuarto         |
| ------------- | ---------------- | --------- | --------- | -------------- | -------------- |
| 1978          | Ciudad de México | Argentina | Chile     | Canadá         | México         |
| 1981          | Santiago         | Argentina | Canadá    | Chile          | Estados Unidos |
| 1985          | Orlando          | Argentina | Canadá    | Chile          | Estados Unidos |
| 1988          | Port of Spain    | Argentina | Cuba      | Canadá         | Chile          |
| 1992          | La Habana        | Argentina | Cuba      | Canadá         | Estados Unidos |
| 1996 Detalles | Bridgetown       | Argentina | Cuba      | Canadá         | Chile          |
| 2000 Detalles | Santiago         | Argentina | Chile     | Canadá         | Estados Unidos |
| 2005 Detalles | La Habana        | Argentina | Chile     | México         | Estados Unidos |
| 2008 Detalles | Port of Spain    | Argentina | Chile     | Estados Unidos | Canadá         |
| 2012 Detalles | Guadalajara      | Argentina | Canadá    | Chile          | Estados Unidos |
| 2016 Detalles | Toronto          | Argentina | Canadá    | Chile          | Estados Unidos |
| 2021 Detalles | Santiago         | Chile     | Argentina | Estados Unidos | Canadá         |
| 2023 Detalles | Bridgetown       | Argentina | Canadá    | Chile          | Estados Unidos |
| 2024 Detalles | Surrey           | Argentina | Canadá    | Chile          | Estados Unidos |

### Medallero histórico
| Núm. | País           | Oro | Plata | Bronce | Total |
| ---- | -------------- | --- | ----- | ------ | ----- |
| 1    | Argentina      | 13  | 1     | 0      | 14    |
| 2    | Chile          | 1   | 4     | 6      | 11    |
| 3    | Canadá         | 0   | 6     | 5      | 11    |
| 4    | Cuba           | 0   | 3     | 0      | 3     |
| 5    | Estados Unidos | 0   | 0     | 2      | 2     |
| 6    | México         | 0   | 0     | 1      | 1     |

## Torneo femenino

### Ediciones
| Año           | Sede             | Campeón        | Segundo           | Tercero        | Cuarto         |
| ------------- | ---------------- | -------------- | ----------------- | -------------- | -------------- |
| 1988          | Buenos Aires     | Argentina      | Estados Unidos    | Chile          | Uruguay        |
| 1992          | Caracas          | Argentina      | Trinidad y Tobago | Canadá         | Estados Unidos |
| 1997 Detalles | Santiago         | Argentina      | Canadá            | Estados Unidos | Chile          |
| 2000 Detalles | Bridgetown       | Argentina      | Estados Unidos    | Canadá         | Chile          |
| 2005 Detalles | San Juan         | Argentina      | Estados Unidos    | Chile          | Canadá         |
| 2008 Detalles | Ciudad de México | Estados Unidos | Chile             | Argentina      | México         |
| 2012 Detalles | Guadalajara      | Argentina      | Canadá            | Estados Unidos | Chile          |
| 2016 Detalles | Tacarigua        | Argentina      | Estados Unidos    | Chile          | Canadá         |
| 2021 Detalles | Santiago         | Canadá         | Uruguay           | Estados Unidos | Chile          |
| 2023 Detalles | Bridgetown       | Estados Unidos | Argentina         | Chile          | Canadá         |
| 2024 Detalles | Surrey           | Argentina      | Estados Unidos    | Chile          | Uruguay        |

### Medallero histórico
| Núm. | País              | Oro | Plata | Bronce | Total |
| ---- | ----------------- | --- | ----- | ------ | ----- |
| 1    | Argentina         | 8   | 1     | 1      | 10    |
| 2    | Estados Unidos    | 2   | 5     | 3      | 10    |
| 3    | Canadá            | 1   | 2     | 2      | 5     |
| 4    | Chile             | 0   | 1     | 5      | 6     |
| 5    | Trinidad y Tobago | 0   | 1     | 0      | 1     |
| 6    | Uruguay           | 0   | 1     | 0      | 1     |

- Datos: Q7129607